# Scaphiophryne calcarata
Scaphiophryne calcarata es una especie de anfibios de la familia Microhylidae.

## Distribución geográfica
Se encuentra en Madagascar.